# Sport Club Alcamo 1995-1996
La stagione 1995-1996 dello Sport Club Alcamo è stata la seconda disputata in Serie A1 femminile.
Sponsorizzata dalla Don Rizzo, la società trapanese si è classificata al settimo posto in A1 e ha partecipato alla Poule per la Coppa Ronchetti. È giunta inoltre alla finale di Coppa Ronchetti contro il Tarbes Gespe Bigorre.

## Verdetti stagionali
Competizioni nazionali
- Serie A1:

stagione regolare: 7º posto su 12 squadre (10-12);
Poule Coppa Ronchetti: 4º posto su 4 squadre (0-6).
Competizioni nazionali
- Coppa Ronchetti:

finalista contro il Tarbes Gespe Bigorre (10-6).

## Rosa
| Giocatrici |
| ---------- |

| N° | Naz.                   | Ruolo | Sportivo            | Anno | Alt. |  |
| -- | ---------------------- | ----- | ------------------- | ---- | ---- |  |
|    | Stati Uniti (bandiera) | A     | Angela Aycock       | 1973 | 188  |  |
|    | Italia (bandiera)      |       | Antonella Collini   | 1967 |      |  |
|    | Stati Uniti (bandiera) | G     | Cynthia Cooper      | 1963 | 178  |  |
|    | Italia (bandiera)      |       | Cristiana Federighi | 1976 |      |  |
|    | Italia (bandiera)      |       | Floriana Garuccio   | 1964 |      |  |
|    | Italia (bandiera)      | C     | Daniela Grande      | 1966 |      |  |
|    | Italia (bandiera)      | P     | Adalgisa Impastato  | 1974 | 178  |  |
|    | Italia (bandiera)      | PG    | Eleonora Magaddino  | 1975 | 168  |  |
|    | Stati Uniti (bandiera) | C     | Tari Phillips       | 1968 | 188  |  |
|    | Italia (bandiera)      |       | Marilena Rienzi     | 1964 |      |  |
|    | Italia (bandiera)      | A     | Loretta Vaccaro     | 1973 | 180  |  |

| Staff tecnico            |
| ------------------------ |
| Allenatore: Vito Pollari |

| Under aggregate alla prima squadra |
| ---------------------------------- |

| N° | Naz.              | Ruolo | Sportivo           | Anno | Alt. |  |
| -- | ----------------- | ----- | ------------------ | ---- | ---- |  |
|    | Italia (bandiera) |       | Rosalia Messina    | 1976 |      |  |
|    | Italia (bandiera) |       | Antonella Mirrione | 1980 |      |  |
|    | Italia (bandiera) |       | Carlotta Bruno     | 1980 |      |  |
|    | Italia (bandiera) | P     | Susanna Stabile    | 1980 | 178  |  |
|    | Italia (bandiera) | A     | Dalila Cucchiara   | 1979 | 185  |  |

## Statistiche

### In campionato
| Giocatrice | Gare | Punti | Minuti | Tiri da due | Tiri da due | Tiri da due | Tiri da tre | Tiri da tre | Tiri da tre | Tiri liberi | Tiri liberi | Tiri liberi | Rimbalzi | Rimbalzi | Palle | Palle | Assist | Val. |
| Giocatrice | Gare | Punti | Minuti | R           | T           | %           | R           | T           | %           | R           | T           | %           | O        | D        | P     | R     | Assist | Val. |
| ---------- | ---- | ----- | ------ | ----------- | ----------- | ----------- | ----------- | ----------- | ----------- | ----------- | ----------- | ----------- | -------- | -------- | ----- | ----- | ------ | ---- |
| Cooper     | 24   | 851   | 932    | 208         | 328         | 63,4        | 63          | 189         | 33,3        | 246         | 286         | 86,0        | 37       | 67       | 83    | 49    | 29     | 664  |
| Phillips   | 28   | 368   | 995    | 153         | 323         | 47,4        | 0           | 7           | 0,0         | 62          | 109         | 56,9        | 98       | 190      | 80    | 77    | 8      | 437  |
| Rienzi     | 27   | 320   | 944    | 80          | 192         | 41,7        | 38          | 107         | 35,5        | 46          | 68          | 67,6        | 16       | 58       | 71    | 52    | 23     | 195  |
| Impastato  | 26   | 161   | 643    | 34          | 79          | 43,0        | 26          | 67          | 38,8        | 15          | 21          | 71,4        | 5        | 25       | 46    | 41    | 14     | 108  |
| Collini    | 27   | 91    | 375    | 41          | 91          | 45,1        | 0           | 0           |             | 9           | 13          | 69,2        | 17       | 26       | 17    | 8     | 2      | 73   |
| Magaddino  | 28   | 89    | 494    | 9           | 22          | 40,9        | 21          | 60          | 35,0        | 8           | 10          | 80,0        | 8        | 18       | 20    | 20    | 1      | 62   |
| Grande     | 27   | 79    | 721    | 28          | 80          | 35,0        | 0           | 0           |             | 23          | 40          | 57,5        | 47       | 41       | 22    | 28    | 2      | 106  |
| Federighi  | 23   | 51    | 248    | 16          | 52          | 30,8        | 2           | 15          | 13,3        | 13          | 23          | 56,5        | 6        | 27       | 9     | 7     | 1      | 24   |
| Garuccio   | 15   | 29    | 166    | 10          | 32          | 31,3        | 0           | 1           | 0,0         | 9           | 12          | 75,0        | 6        | 6        | 16    | 4     | 3      | 6    |
| Aycock     | 2    | 29    | 66     | 11          | 28          | 39,3        | 1           | 2           | 50,0        | 4           | 8           | 50,0        | 3        | 7        | 3     | 7     | 0      | 21   |
| Vaccaro    | 10   | 13    | 58     | 4           | 8           | 50,0        | 1           | 1           | 100,0       | 2           | 2           | 100,0       | 0        | 3        | 5     | 2     | 1      | 10   |
| Stabile    | 2    | 6     | 23     | 3           | 5           | 60,0        | 0           | 2           | 0,0         | 0           | 0           |             | 1        | 0        | 0     | 1     | 0      | 4    |
| Cucchiara  | 1    | 6     | 5      | 2           | 2           | 100,0       | 0           | 0           |             | 2           | 2           | 100,0       | 1        | 0        | 0     | 0     | 0      | 7    |
| Bruno      | 1    | 0     | 5      | 0           | 1           | 0,0         | 0           | 0           |             | 0           | 0           |             | 0        | 0        | 0     | 0     | 0      | -1   |

### In Coppa Ronchetti
| Giocatrice    | Gare | Minuti | Tiri    | Tiri | Tiri da due | Tiri da due | Tiri da tre | Tiri da tre | Tiri liberi | Tiri liberi | Rimbalzi | Rimbalzi | Rimbalzi | Assist | Palle | Palle | Falli | Punti |
| Giocatrice    | Gare | Minuti | R/T     | %    | R/T         | %           | R/T         | %           | R/T         | %           | O        | D        | T        | Assist | P     | R     | Falli | Punti |
| ------------- | ---- | ------ | ------- | ---- | ----------- | ----------- | ----------- | ----------- | ----------- | ----------- | -------- | -------- | -------- | ------ | ----- | ----- | ----- | ----- |
| Cooper, C.    | 12   | 475    | 149/265 | 56.2 | 113/202     | 55.9        | 36/63       | 57.1        | 116/135     | 85.9        | 19       | 35       | 54       | 27     | 43    | 31    | 35    | 450   |
| Phillips, T.  | 15   | 520    | 103/191 | 53.9 | 103/189     | 54.5        | 0/2         | 0.0         | 37/82       | 45.1        | 74       | 101      | 175      | 9      | 35    | 42    | 46    | 243   |
| Rienzi, M.    | 15   | 491    | 60/158  | 38.0 | 46/113      | 40.7        | 14/45       | 31.1        | 27/40       | 67.5        | 9        | 19       | 28       | 14     | 43    | 18    | 28    | 161   |
| Federighi, C. | 14   | 225    | 24/62   | 38.7 | 20/44       | 45.5        | 4/18        | 22.2        | 7/13        | 53.8        | 9        | 21       | 30       | 3      | 11    | 15    | 20    | 59    |
| Aycock, A.    | 3    | 98     | 24/39   | 61.5 | 23/37       | 62.2        | 1/2         | 50.0        | 8/11        | 72.7        | 3        | 10       | 13       | 5      | 7     | 9     | 7     | 57    |
| Impastato, A. | 15   | 362    | 15/60   | 25.0 | 9/33        | 27.3        | 6/27        | 22.2        | 18/26       | 69.2        | 6        | 18       | 24       | 13     | 19    | 22    | 26    | 54    |
| Collini, A.   | 13   | 172    | 21/43   | 48.8 | 21/43       | 48.8        | 0/0         | 0.0         | 6/8         | 75.0        | 11       | 13       | 24       | 1      | 8     | 4     | 24    | 48    |
| Magaddino, E. | 14   | 244    | 13/35   | 37.1 | 4/11        | 36.4        | 9/24        | 37.5        | 8/8         | 100.0       | 2        | 12       | 14       | 0      | 9     | 12    | 16    | 43    |
| Garuccio, F.  | 7    | 71     | 15/28   | 53.6 | 15/27       | 55.6        | 0/1         | 0.0         | 4/10        | 40.0        | 2        | 2        | 4        | 2      | 5     | 6     | 11    | 34    |
| Grande, D.    | 15   | 381    | 6/35    | 17.1 | 6/35        | 17.1        | 0/0         | 0.0         | 11/23       | 47.8        | 22       | 32       | 54       | 3      | 18    | 20    | 39    | 23    |
| Vaccaro, L.   | 4    | 41     | 4/9     | 44.4 | 4/8         | 50.0        | 0/1         | 0.0         | 0/0         | 0.0         | 2        | 1        | 3        | 0      | 6     | 1     | 4     | 8     |